# John-Michael Liles
John-Michael Liles (* 25. November 1980 in Indianapolis, Indiana) ist ein ehemaliger US-amerikanischer Eishockeyspieler, der im Verlauf seiner aktiven Karriere zwischen 1997 und 2017 unter anderem 882 Spiele für die Colorado Avalanche, Toronto Maple Leafs, Carolina Hurricanes und Boston Bruins in der National Hockey League auf der Position des Verteidigers bestritten hat. Liles, der im Jahr 2004 ins NHL All-Rookie Team gewählt wurde, nahm mit der Nationalmannschaft der Vereinigten Staaten an den Olympischen Winterspielen 2006 und zwei Weltmeisterschaften teil.

## Karriere
John-Michael Liles spielte in seiner Zeit an der High School für die Culver Academy Eagles in der High-School-Meisterschaft des Bundesstaates Indiana. 1997 erfolgte der Wechsel ins USA Hockey National Team Development Program. Hier spielte er in verschiedenen Juniorenligen.
Von 1999 bis 2003 studierte Liles an der Michigan State University. Im Michigan State Spartans genannten Eishockeyteam war er über vier Jahre der beste Verteidiger. In seinen letzten beiden Jahren wurde er sogar Topscorer seines Teams und ligaweit punktbester Verteidiger. Es folgten zahlreiche Auszeichnungen durch die National Collegiate Athletic Association. Der Linksschütze war auch Finalist in der Verleihung des Hobey Baker Memorial Award. Im NHL Entry Draft 2000 wurde er in der fünften Runde an 159. Stelle von den Colorado Avalanche ausgewählt.
Am Ende der Saison 2002/03 spielte Liles für die Hershey Bears in der American Hockey League und gab dort sein Profi-Debüt. Im nächsten Jahr stand er dann im Kader der Avalanche und spielte seine erste Saison in der National Hockey League. Auch hier zeigte er sein Können und bildete oftmals mit Rob Blake ein Verteidigerduo. Anschließend wurde Liles in das NHL All-Rookie Team gewählt. Die nächste Saison fand aufgrund des Lockout nicht statt, sodass er zunächst ohne Team war. Anfang 2005 unterschrieb er einen Vertrag bei den Iserlohn Roosters aus der Deutschen Eishockey Liga. Hier trug er gemeinsam mit Mike York, der ebenfalls das Jahr in Europa überbrückte, zum Klassenerhalt der Sauerländer bei.
Zur Saison 2005/06 kehrte Liles nach Colorado zurück und war dort in der Anfangsphase der Saison Topscorer des Teams. Im Sommer 2006 verlängerte er seinen Vertrag um zwei Jahre. In Colorado spielte der Verteidiger eine wichtige Rolle im Powerplay und wurde für seine guten Aufbaupässe gelobt. Daher folgte am 30. Juni 2008 eine erneute Vertragsverlängerung, diesmal um vier Jahre, in denen er 16 Millionen US-Dollar verdienen soll. Am 24. Juni 2011 wurde der Verteidiger im Austausch für ein Zweitrunden-Wahlrecht im NHL Entry Draft 2012 an die Toronto Maple Leafs abgegeben.
Im Januar 2014 wechselte Liles gemeinsam mit Dennis Robertson zu den Carolina Hurricanes, die im Gegenzug Tim Gleason nach Toronto schickten. In Carolina verblieb Liles knapp zwei Jahre, ehe er im Februar 2016 an die Boston Bruins abgegeben wurde. Im Gegenzug erhielten die Hurricanes Anthony Camara, ein Drittrunden-Wahlrecht für den NHL Entry Draft 2016 sowie ein Fünftrunden-Wahlrecht für den NHL Entry Draft 2017. In Boston beendete er die Saison und beendete daraufhin seine aktive Karriere.

### International
Liles spielte erstmals beim World Cup of Hockey 2004 für die US-amerikanische Nationalmannschaft im Seniorenbereich. Bei der Weltmeisterschaft 2005 wurde er mit dem Team USA Sechster. Er gehörte auch zum Aufgebot der Vereinigten Staaten bei den Olympischen Winterspielen 2006 in Turin.

## Erfolge und Auszeichnungen
| - 2002 CCHA First All-Star Team - 2002 CCHA Best Offensive Defenseman - 2002 NCAA West Second All-American Team - 2003 CCHA First All-Star Team | - 2003 CCHA Best Offensive Defenseman - 2003 NCAA West First All-American Team - 2004 NHL All-Rookie Team |

## Karrierestatistik

### International
Vertrat die USA bei:
- World Cup of Hockey 2004
- Weltmeisterschaft 2005
- Olympischen Winterspielen 2006
- Weltmeisterschaft 2009

(Legende zur Spielerstatistik: Sp oder GP = absolvierte Spiele; T oder G = erzielte Tore; V oder A = erzielte Assists; Pkt oder Pts = erzielte Scorerpunkte; SM oder PIM = erhaltene Strafminuten; +/− = Plus/Minus-Bilanz; PP = erzielte Überzahltore; SH = erzielte Unterzahltore; GW = erzielte Siegtore; 1 Play-downs/Relegation; Kursiv: Statistik nicht vollständig)